# Halvmånekejsare
Halvmånekejsare (Pomacanthus maculosus) är en fiskart som först beskrevs av Forsskål, 1775.  Halvmånekejsare ingår i släktet Pomacanthus och familjen Pomacanthidae. IUCN kategoriserar arten globalt som livskraftig. Inga underarter finns listade i Catalogue of Life.